# Турнир Роберто Гомеса Педрозы 1956
Десятый розыгрыш турнира Рио — Сан-Паулу был проведён в 1956 году. В нём принимали участие только клубы из штата Сан-Паулу. Причиной этого стал отказ команд штата Рио-де-Жанейро от игр в первой половине года, традиционного времени проведения первенства. Клубы из Рио-де-Жанейро выступали за проведение турнира во второй половине сезона, мотивировав это вызовом большого числа их игроков на чемпионат Южной Америки, проводившийся в январе и феврале того же года. Команды из Сан-Паулу не согласились с этим предложением, заявив, что турнир в своих традиционных датах — это часть национального футбольного календаря, к тому же на их сторону встала Бразильская спортивная конфедерация. Тогда клубы из Рио-де-Жанейро отказались от участия в первенства 1956 года. Турнир, однако, не был отменён, но участниками остались только сан-паульские клубы. Формат первенства, в виде чемпионата с единственной встречей между каждыми участниками, также не был пересмотрен. Победителем стал «Сантос». В большинстве источников это соревнование называют просто Турнир Роберто Гомеса Педрозы (порт.-браз. Torneio Roberto Gomes Pedrosa 1956), без привязки к турниру Рио — Сан-Паулу, так как фактура первенства подразумевала соперничество клубов из обоих штатов, а не из одного.

## Игры
| Дата           | Команда 1  | Счёт | Команда 2           |
| -------------- | ---------- | ---- | ------------------- |
| 7 апреля 1956  | Коринтианс | 2:2  | Сан-Паулу           |
| 8 апреля 1956  | Сантос     | 4:3  | Португеза Деспортос |
| 11 апреля 1956 | Палмейрас  | 2:4  | Сантос              |
| 14 апреля 1956 | Сан-Паулу  | 2:0  | Португеза Деспортос |
| 15 апреля 1956 | Коринтианс | 2:1  | Палмейрас           |
| 19 апреля 1956 | Палмейрас  | 2:0  | Сан-Паулу           |
| 22 апреля 1956 | Коринтианс | 0:0  | Сантос              |
| 25 апреля 1956 | Коринтианс | 3:4  | Португеза Деспортос |
| 28 апреля 1956 | Палмейрас  | 2:0  | Португеза Деспортос |
| 29 апреля 1956 | Сан-Паулу  | 3:4  | Сантос              |

1. ↑  «Палмейрас» сделал четыре замены, вместо разрешённых трёх. Победителем матча был объявлен «Сан-Паулу»

## Турнирная таблица
| Итоговая таблица Турнира Роберто Гомеса Педрозы 1956 | Итоговая таблица Турнира Роберто Гомеса Педрозы 1956 | Итоговая таблица Турнира Роберто Гомеса Педрозы 1956 | Итоговая таблица Турнира Роберто Гомеса Педрозы 1956 | Итоговая таблица Турнира Роберто Гомеса Педрозы 1956 | Итоговая таблица Турнира Роберто Гомеса Педрозы 1956 | Итоговая таблица Турнира Роберто Гомеса Педрозы 1956 | Итоговая таблица Турнира Роберто Гомеса Педрозы 1956 | Итоговая таблица Турнира Роберто Гомеса Педрозы 1956 | Итоговая таблица Турнира Роберто Гомеса Педрозы 1956 |
| Позиция                                              | Команда                                              | Матчи                                                | Победы                                               | Ничьи                                                | Поражения                                            | Забито                                               | Пропущено                                            | Разница голов                                        | Очки                                                 |
| ---------------------------------------------------- | ---------------------------------------------------- | ---------------------------------------------------- | ---------------------------------------------------- | ---------------------------------------------------- | ---------------------------------------------------- | ---------------------------------------------------- | ---------------------------------------------------- | ---------------------------------------------------- | ---------------------------------------------------- |
| 1                                                    | Сан-Паулу                                            | 4                                                    | 3                                                    | 1                                                    | 0                                                    | 9                                                    | 5                                                    | +4                                                   | 7                                                    |
| 2                                                    | Сантос                                               | 4                                                    | 2                                                    | 1                                                    | 1                                                    | 11                                                   | 10                                                   | +1                                                   | 5                                                    |
| 3                                                    | Коринтианс                                           | 4                                                    | 1                                                    | 2                                                    | 1                                                    | 7                                                    | 7                                                    | 0                                                    | 4                                                    |
| 4                                                    | Палмейрас                                            | 4                                                    | 1                                                    | 0                                                    | 3                                                    | 5                                                    | 6                                                    | -1                                                   | 2                                                    |
| 4                                                    | Португеза Деспортос                                  | 4                                                    | 1                                                    | 0                                                    | 3                                                    | 7                                                    | 11                                                   | -4                                                   | 2                                                    |

## Лучшие бомбардиры
| Место | Игрок              | Клуб                | Голы |
| ----- | ------------------ | ------------------- | ---- |
| 1     | Валтер Васконселос | Сантос              | 4    |
| 2     | Рафаэл             | Коринтианс          | 3    |
| 2     | Зезиньо            | Сан-Паулу           | 3    |
| 4     | Нестор             | Палмейрас           | 2    |
| 4     | Ренатиньо          | Палмейрас           | 2    |
| 4     | Эдмур              | Португеза Деспортос | 2    |
| 4     | Паган              | Сантос              | 2    |
| 4     | Зито               | Сантос              | 2    |
| 4     | Дино Сани          | Сан-Паулу           | 2    |
| 4     | Ланзониньо         | Сан-Паулу           | 2    |
| 4     | Туркан             | Сан-Паулу           | 2    |